# Harry Callahan (personnage)
Pour les articles homonymes, voir Harry Callahan et Callahan.
Harold Francis « Dirty Harry » Callahan est un inspecteur fictif de la police de San Francisco dans les films de la saga L'Inspecteur Harry.
Héros de L'Inspecteur Harry, Magnum Force, L'inspecteur ne renonce jamais, Le Retour de l'inspecteur Harry, La Dernière Cible au cinéma, il est interprété dans les cinq films par Clint Eastwood. 
C'est un personnage taciturne dont les méthodes de travail sont aussi efficaces que moralement contestables puisque son principal argument face aux criminels est son revolver Magnum .44.

## Présentation

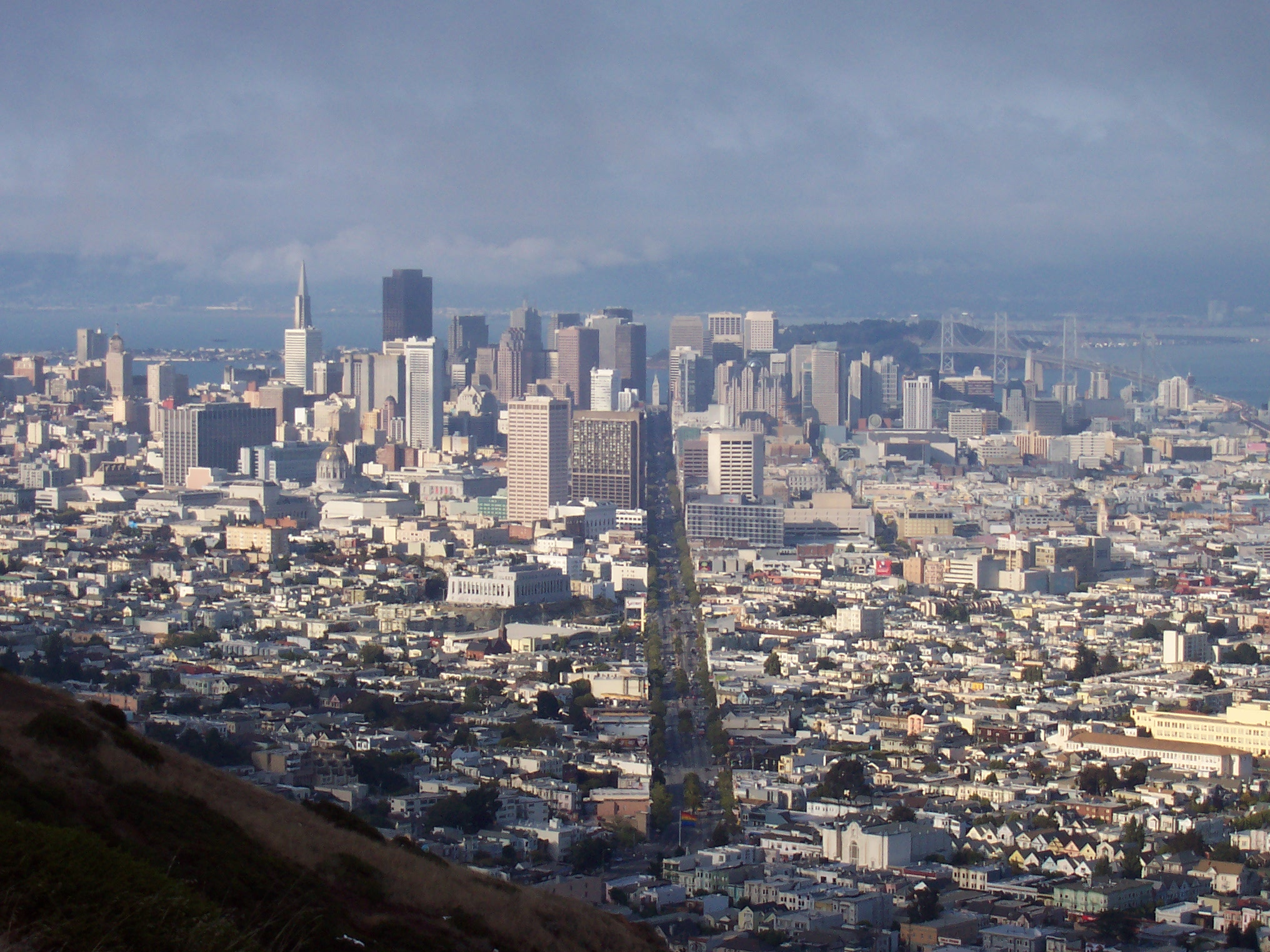
Vue de San Francisco, décor principal

Matricule no 2211 de la police de San Francisco, l'inspecteur Harry Callahan est un fonctionnaire violent, froid et cynique, aux méthodes expéditives.
Il mène sa propre guerre au sein du système judiciaire américain qu’il juge imparfait et inefficace. Ce mépris réciproque envers sa hiérarchie, et plus généralement l'ordre établi, est plus que conflictuel. Régulièrement, on le menace de le suspendre et même de le renvoyer. Callahan l'explique à Jennifer Spencer, alors qu'ils font connaissance :
- Jennifer Spencer : « J'ai assisté à vos exploits l'autre jour, j'en ai déduit que vous étiez un flic ou bien l'ennemi public numéro 1. »a
- Harry Callahan : « J'ai bien l'impression d'être les deux pour certains... »a
- Jennifer Spencer : « Ah oui ? Pour qui ? »a
- Harry Callahan : « Pour tous les guignols pleins de soupe qui nous commandent et nous engueulent et qui passent 8 heures par jour le cul vissé sur leur chaise. »a

### Méthodes expéditives
Harry Callahan se détache des autres policiers par ses méthodes brutales et rapides. C'est souvent pour lui une cause d'ennuis avec sa hiérarchie, mais il n'hésite pas à leur tenir tête, sûr de ses choix. Ainsi, lorsque le maire de San Francisco lui rappelle ses erreurs en 1972 lors de l'affaire du quartier de Fillmore, Harry Callahan se défend : « Quand je vois un adulte du sexe masculin courir derrière une femme avec l'intention évidente de la violer, je le descends avant. C'est ma politique. »b. Le maire lui rétorque alors que l'intention restait à établir, ce à quoi Callahan répond « Quand un gars à poil court derrière une fille la queue en l'air et un couteau de boucher à la main, c'est drôle... j'ai peine à croire qu'il est en train de quêter pour la Croix-Rouge. »b.
Effectivement, il ne se gêne pas pour tuer. En effet, durant les cinq films qui composent la série, Harry Callahan ne fera pas moins de 48 victimes, les abattant le plus souvent grâce à son célèbre Magnum 44.
| Tableau n°1 : Nombre de morts par film |                                 |             |
| N°                                     | Film                            | Nb de morts |
| 1                                      | Le Retour de l'inspecteur Harry | 14†         |
| 2                                      | Magnum Force                    | 12†         |
| 3                                      | La Dernière Cible               | 10†         |
| 4                                      | L'inspecteur ne renonce jamais  | 8†          |
| 5                                      | L'Inspecteur Harry              | 4†          |

Même ses amis sont souvent excédés par ses méthodes radicales. Ainsi, le lieutenant Donnelly le lui rappelle vigoureusement :
« T'es un vrai cimetière ambulant. Tu dépeuples tous les endroits où tu passes, tu sèmes les cadavres. Même quand c'est pas toi qui tires, y a des victimes ! »c.
Tandis que Callahan a peu de respect pour la plupart des règles officielles de la police, les considérant comme de la bureaucratie inutile, il adhère à son propre code d'éthique. Il est complètement incorruptible, s'attache à protéger et venger les victimes des crimes violents, et quand il pourchasse les criminels, essaie de minimiser le danger pour les badauds innocents autant que possible.
C'est souvent avec ironie ou cynisme qu'il gère l'aspect brutal de ses méthodes. Ainsi, se lançant dans une course poursuite, Callahan réquisitionne le car d'une maison de retraite avec ses occupants. Alors que les balles fusent, il prend tout de même le temps de se présenter, avec un sourire ironique : « Inspecteur de police à la poursuite d'un suspect de vol... Accrochez-vous ! »d.
Quelle que soit la personne en face de lui, simple citoyen, collègue, supérieur ou criminel, Harry Callahan conserve toujours son franc-parler à la grossièreté si caractéristique. Pour ce personnage particulièrement avare de ses mots, le ton direct qu'il emploie lui permet de clore les conversations avant que celles-ci n'aient commencé. 
Ainsi, en sortant d'une salle d'audience, accompagné par Maître D'Ambrosia du bureau du District Attorney, il se retrouve dans le même ascenseur qu'un jeune délinquant libéré pour manque de preuve (car fidèle à ses vieilles habitudes, Callahan n'avait aucune raison valable de l'arrêter au départ). Se faisant tout d'abord narguer, ses premiers mots sont : 
« Écoute, pouilleux, pour moi, tu n'es qu'une merde de chien qui s'étale sur un trottoir, et tu sais ce qu'on fait d'une merde de ce genre ? On peut l'enlever soigneusement avec une pelle, on peut laisser la pluie et le vent la balayer ou bien on peut l'écraser. Alors si tu veux un conseil d'ami, choisis bien l'endroit où on te chiera. »e.

### Surnom
Agissant selon sa propre éthique et ses propres règles, Harry Callahan est surnommé « Dirty Harry » (« Harry le charognard » en français) par ses collègues, probablement pour sa tendance à agir avec brutalité. 
Son nouveau partenaire, Chico Gonzales, lui demande d'ailleurs pourquoi on le surnomme ainsi. Frank De Georgio, un collègue de Callahan, l'explique : 
- De Georgio : « À cause d'un trait de caractère de notre ami : il n'a pas de préférences. Il déteste tout le monde : les Juifs, les métèques, les Englishs, les Irlandais, les Négros, les Chinetoques, les Japs... Faites vot'choix. »f
- Gonzales : « Et qu'est-ce qu'il pense des Mexicains ? »f
- De Georgio : « Il va vous le dire. »f
- Callahan : « les pires de tous les métèques. »f

En répondant, Callahan fait un clin d'œil à Frank De Georgio. On comprend que Callahan s'en amuse, entretenant sa réputation de dur à cuire solitaire.
Plus tard, après être allé sauver un suicidaire du haut d'un immeuble, Harry Callahan donne ce qui selon lui justifie ce surnom : « Alors vous voyez pourquoi on m'appelle Harry « Le Charognard » ? On me colle tous les sales boulots du secteur... »g.

### Coéquipiers
Bien que solitaire, Harry Callahan a néanmoins eu plusieurs coéquipiers. Il a d'ailleurs la réputation de les épuiser tous un par un. 
Ainsi au moment où lui est associé le débutant Chico Gonzales, son partenaire précédent nommé Deitzick est à l'hôpital. Quant à celui d'avant, Fanduchi, il a été tué.
D'abord motivé à suivre Callahan, Gonzales se résoudra finalement à raccrocher pour devenir professeur. Il prend cette décision alors qu'il vient d'être blessé par balle lors de la première tentative d'arrestation de Scorpion, où il a sauvé la vie de Harry Callahan.
Frank De Georgio, un ami de Callahan, devient alors son partenaire pendant un temps. Mais on lui affecte un nouveau coéquipier afro-américain. Parfois décrit comme raciste, Harry Callahan fera équipe un bref moment avec l'inspecteur Early Smith jusqu'à sa mort dans l'explosion de sa boite aux lettres piégée.
De Georgio devient alors de nouveau son partenaire jusqu'à ce que Bobby Maxwell le tue lors d'un cambriolage.
Malgré son image de misogyne, Callahan fait aussi équipe avec Kate Moore. Il fait sa rencontre alors qu'il est affecté au service du personnel. C'est en réintégrant le service des homicides (brigade criminelle) qu'on lui associe cette femme, pour des raisons d'image auprès du grand public. Néanmoins, l'inspecteur finira par la respecter tout comme son travail. Moore se fait tuer par la « Force de Frappe du Peuple » en voulant délivrer le maire. 
Ensuite, le partenaire de Harry Callahan devient Horace King, l'un de ses très bons amis. Malheureusement, il est assassiné dans l'appartement d'Harry à San Paulo.
Seul pendant une longue période, l'inspecteur retravaille en duo avec Al Quan, qui lui est assigné à la suite des menaces pesant sur la vie de Callahan. Al Quan finit blessé.

### Vie privée
Il y a très peu de révélations sur la vie privée de Callahan. Néanmoins, on apprend qu'il a été précédemment marié mais que malheureusement, sa femme a été tuée "par un ivrogne au volant. "ll ne l'avait pas vue.".
Harry Callahan n'est pas non plus insensible aux charmes de Carol McCoy. Mais il n'entame pas de relation car celle-ci est l'ex-femme de Charlie McCoy, un de ses ex-collègues. Il se lie après coup avec sa voisine Sunny, une femme nettement plus jeune que lui d'origine asiatique qui s'était montrée très entreprenante. Lorsque celle-ci lui avoue qu'il est son premier flic, il lui répond qu'il s'agit aussi d'une première le concernant. On peut donc supposer par cette réponse qu'il n'a pas eu la moindre relation amoureuse depuis le décès de sa femme.
Alors qu'il ignore encore tout de sa macabre vengeance, Harry Callahan a une liaison avec Jennifer Spencer. Il semble fortement l'apprécier mais, en découvrant la vérité sur son funeste plan, il ne peut finalement se résoudre à continuer une relation avec elle. Néanmoins, une fois tous les coupables décédés, il enfreint la loi pour Spencer en mentant ouvertement, sous les yeux médusées de celle-ci. En effet, à un policier qui lui présente une arme trouvée sur les lieux de la tuerie, qu'il sait pertinemment qu'elle permettrait d'inculper Jennifer Spencer, il tient ce discours : 
- Policier : « Inspecteur, on a trouvé un .38 sur lui. »h
- Harry Callahan : « La balistique vous dira que c'est l'arme qui a servi pour tous les meurtres. »h
- Policier : « Alors, c'est fini ? »h
- Harry Callahan : « Oui, c'est fini. »h

À ce moment, Callahan regarde fixement Jennifer Spencer. Le sens de ses derniers mots est donc multiple. Ils s'adressent :
- au policier, pour lui confirmer que toute l'affaire est résolue,
- à Jennifer Spencer, pour lui signaler qu'elle n'a plus de raison de continuer ses tueries, ni d'avoir peur de représailles judiciaires, et enfin lui indiquer que leur relation est impossible.

### Arme

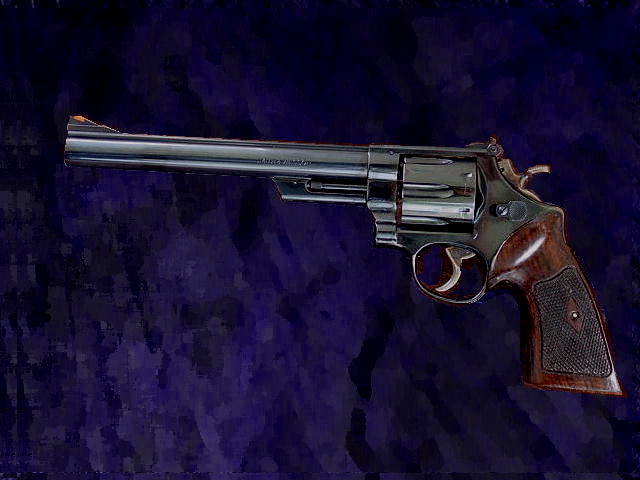
Smith & Wesson Modèle 29
Calibre 44.Magnum

#### Magnum .44
L'arme fétiche de Callahan est un révolver Smith & Wesson modèle 29 de calibre .44 Magnum, qu'il utilise dans tous les films à l'exception de Le Retour de l'inspecteur Harry. La proéminence, voire la mise en vedette, de ce revolver dans les films l'a immédiatement popularisé. 
Il est à noter que Harry Callahan décrit son magnum comme « l'arme la plus puissante au monde ». Pourtant, dans les années 1970, cela n'était pas réellement le révolver le plus puissant.
Cependant on découvre dans Magnum Force, lorsqu'il va s'entrainer le soir au stand de tir et qu'il y rencontre le groupe de jeunes policiers, qu'il ne charge pas son revolver avec du 44 magnum mais avec du spécial léger. Il justifie ce choix en disant que ça lui apporte « plus de contrôle qu'un 357 avec des cartouches de compétition ». En anglais la scène est la suivante : « What kind of load do you put in your 44 ? » — « Light special, with that kind of load, I got maximum control and less recoil than with a 357 and wadcutters »

#### Magnum .44 Automag
Harry Callahan possède également un pistolet Magnum .44 Automag. 
Cette arme est en fait un cadeau que Callahan reçoit des mains d'un armurier, dont la femme avait été enlevée puis sauvée par lui. Cette explication est donnée par le scénariste du film dans le roman.
Contrairement à l'idée reçue, il ne s'agit pas d'un AMT Auto-Mag, mais en réalité d'un pistolet spécialement construit pour le film,.

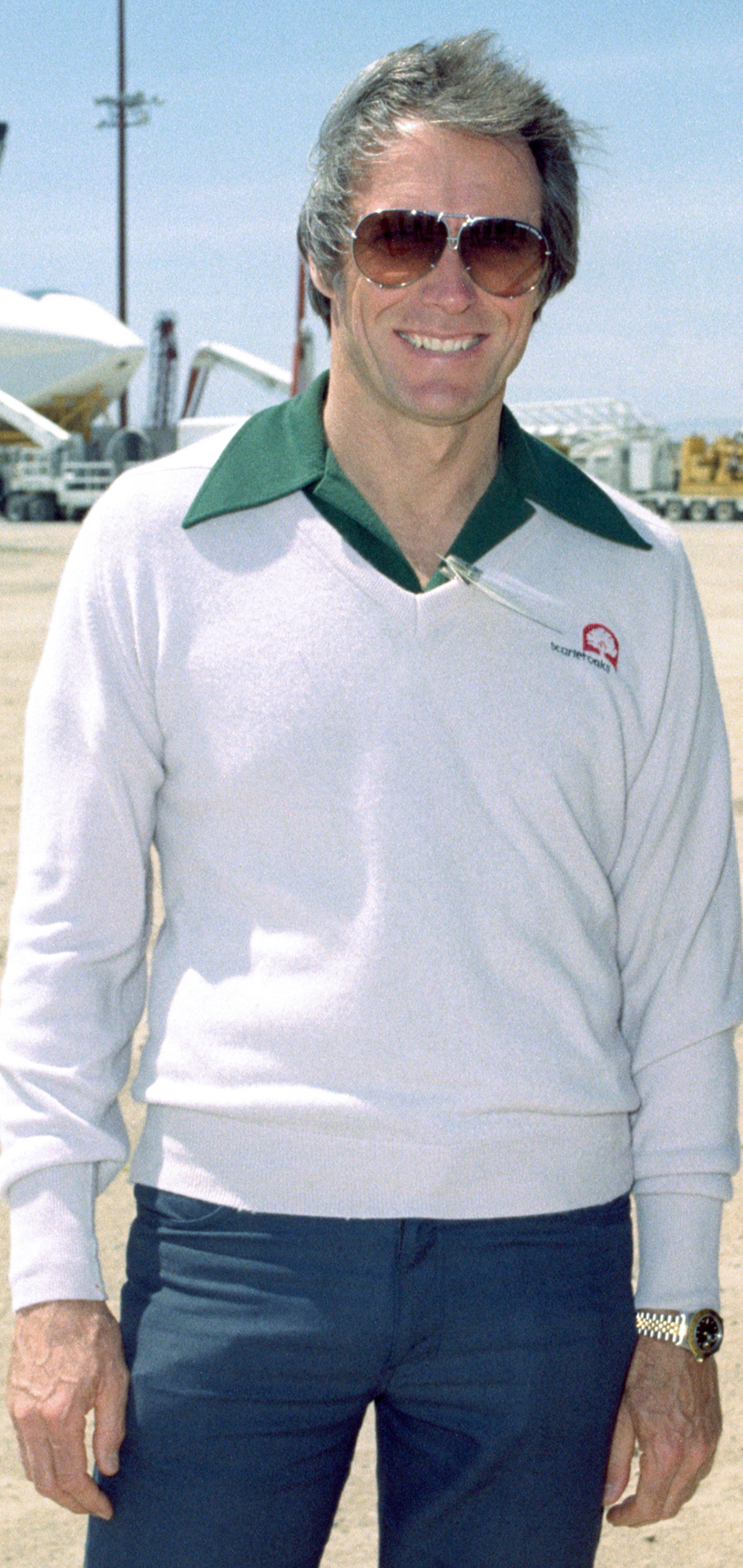
Clint Eastwood, interprète dans les cinq films

## Interprétation

### Plusieurs acteurs pressentis
Clint Eastwood est l'acteur qui prête ses traits à Harry Callahan. Pourtant, au départ, c'est Paul Newman qui doit interpréter ce personnage dans le premier film de la série. Mais les droits sont ensuite rachetés par Frank Sinatra, par l'intermédiaire de sa société Bristol Productions. 
Alors que le film se prépare et qu'une affiche teaser est même éditée, Frank Sinatra doit renoncer après une hospitalisation. Grâce à Malpaso Company, Clint Eastwood acquiert le projet et décide de tenir le rôle devant les caméras.
« Clint Eastwood, qui considère le rôle comme un des meilleurs qu'il ait jamais interprétés », est toujours associé à ce personnage. Son visage a d'ailleurs servi de modèle pour les couvertures de la série de romans.

### Inspiration
Harry Callahan prend en fait pour modèle David Toschi. Ce véritable inspecteur de la police de San Francisco est à l'époque connu du grand public par l'affaire dont il s'occupe, celle du tueur du Zodiaque. En effet, depuis 1969, ce serial killer, qui lui est à la base du personnage de Scorpion, menace San Francisco.
Dans le film de David Fincher relatant l'affaire, Zodiac (2007), un clin d'œil est fait lorsqu'en sortant d'une séance de L'Inspecteur Harry au cinéma, Dave Toschi (interprété par Mark Ruffalo) répond à Robert Graysmith (interprété par Jake Gyllenhaal) : « Easy there Dirty Harry! ».

### Filmographie
- 1971 : L'Inspecteur Harry (Dirty Harry) de Don Siegel
- 1973 : Magnum Force de Ted Post
- 1976 : L'inspecteur ne renonce jamais (The Enforcer) de James Fargo
- 1983 : Le Retour de l'inspecteur Harry (Sudden Impact) de Clint Eastwood
- 1988 : La Dernière Cible (The Dead Pool) de Buddy Van Horn

## L'impact du personnage
Dès ses débuts dans L'Inspecteur Harry, Harry Callahan devient le modèle d'une nouvelle sorte de policier de cinéma : le justicier sommaire souvent proche de la limite, et repoussant les frontières professionnelles et morales pour appliquer sa propre vision de la justice. 
Harry Callahan a d'ailleurs été élu le 17e plus grand héros de cinéma dans la liste 100 ans... 100 héros et méchants de l'American Film Institute (AFI).
En hommage à Clint Eastwood et son personnage de Harry Callahan, plusieurs pays ont édité des timbres à son effigie. On peut citer par exemple :
- la République du Mali, en 1994
- la République du Tchad, en 1996
- la République du Niger, en 1999

### Polémique
Lors de sa sortie aux États-Unis, en 1971, L'Inspecteur Harry est très controversé. En particulier, une polémique naît à la suite de la chronique de la célèbre critique américaine Pauline Kael du New Yorker.
Considérant Harry Callahan comme un personnage macho, violent, et même raciste, elle voit dans le film une « attaque exceptionnellement niaise contre les valeurs libérales » (« a remarkably single-minded attack on liberal values »). Pour elle, « le genre des films d'action a toujours eu un potentiel fasciste et il transparaît dans ce film. » (« The action genre has always had a fascist potential, and it surfaces in this movie. »)
Elle n'apprécie pas le personnage de Scorpion qui, à aucun moment, ne peut susciter de la sympathie ou de la pitié. Son côté trop caricatural est pour elle une vision de droite faisant l'apologie des méthodes expéditives et vengeresses du héros face à l'impuissance de la police (« This right-wing fantasy about the San Francisco police force as a helpless group (emasculated by the unrealistic liberals) propagandizes for para-legal police power and vigilante justice. »).

### Parodies et pastiches
- McGarnagle, personnage du dessin animé Les Simpson, est une parodie de Harry Callahan. McGarnagle ne prête que peu d'intérêt au sauvetage des autres, refuse les ordres de son propre chef et parle comme Harry Callahan.

- L'une des plus célèbres répliques de Callahan dans L'Inspecteur Harry est parodiée dans les films Y a-t-il un flic pour sauver la reine ?[Notes 21] et Alarme fatale.

- Mickey Spoon, personnage de la bande dessinée Spoon et White, est un grand fan de Clint Eastwood. Il reprend donc régulièrement des expressions de Harry Callahan.

- Le 13 mars 1985, le président américain Ronald Reagan, dans un discours où il menaçait de poser son veto contre une loi d'augmentation des impôts, dit : « I have only one thing to say to the tax increasers: Go ahead, make my day. »[9].

- Dans Borat, leçons culturelles sur l'Amérique au profit glorieuse nation Kazakhstan : le héros prononce, en parodiant les propos de Harry Callahan, les paroles suivantes :« Go ahead Jew, make my day ».

- Magnum Choucroute, de la troupe comique Les Nuls, est une parodie montrant l'inspecteur Harry faisant équipe avec une boite de conserve.

- Dans Retour vers le futur 3, Marty McFly, armé d'un colt offert lors de la fête à Hill Valley, se prépare à son combat au revolver contre Bufford Tannen en menaçant son reflet dans le miroir d'un « Go ahead, make my day » (« Tu m'f'ras plaisir ! »).

- Dans l'une des cinématiques de début du jeu vidéo Lego City Undercover, lorsque le chef Marion Dunby appelle à une réunion, plusieurs personnages qui y assistent font référence à des inspecteurs de police fictifs. L'un d'eux est une parodie de Harry Callahan, vu buvant du café. Une de ses phrases fétiches est prononcée lors du court dialogue qu'il a avec un personnage :

— Hé, Harry, t'en es à combien de cafés ?
— Ouais, je sais ce que tu penses, « c'est six fois qu'il en a pris ou c'est cinq fois seulement ? » Si tu veux savoir…
— Euh, c'est bon, t'en as pris assez.

### Callahan, Calahan ou Callaghan?
Dans L'Inspecteur Harry, le nom de Harry est Callahan. En revanche, pour Magnum Force, toute la campagne de promotion, ainsi que dans le générique final, le nom de l'inspecteur s'écrit Calahan.
Dans la version française de L'inspecteur ne renonce jamais, le doublage transforme le nom de Callahan en Callaghan.

### Répliques célèbres

#### «C'est six fois qu'il a tiré ou c'est cinq seulement?»
L'un des points qui fait la renommée de ce personnage est la force de ses répliques. En particulier, il est connu pour un des monologues les plus cités (ou parodiés) de l'histoire du cinéma, devenu depuis une expression de la culture populaire :

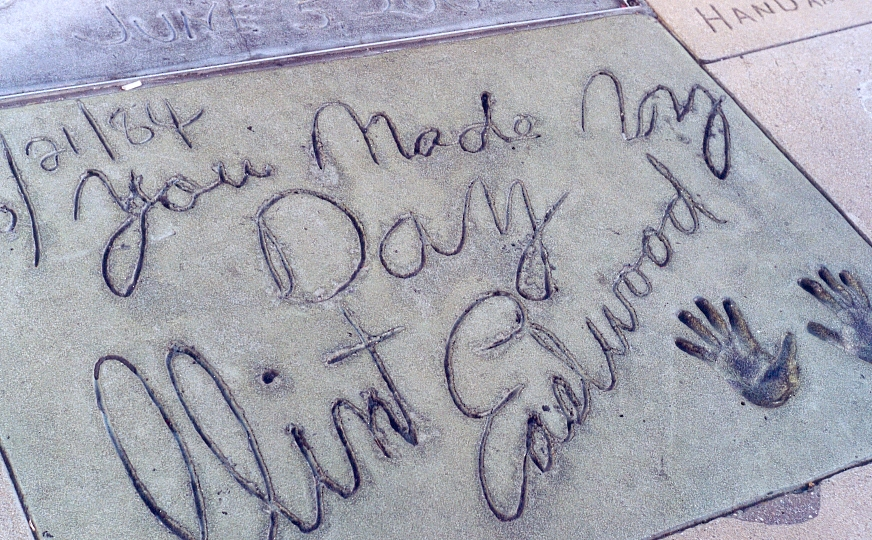
Empreintes de Clint Eastwood sur Hollywood Boulevard avec une référence à la réplique Make my day

« Hin hin ! Je sais ce que tu penses : « C'est six fois qu'il a tiré ou c'est cinq seulement ? ». Si tu veux savoir, dans tout ce bordel j'ai pas très bien compté non plus. Mais c'est un .44 Magnum, le plus puissant soufflant qu'il y ait au monde, un calibre à vous arracher toute la cervelle. Tu dois te poser qu'une question : « Est-ce que je tente ma chance ? » Vas-y, tu la tentes ou pas ? »i.

#### «Go ahead...Make my day»
Une autre des phrases les plus célèbres de Harry Callahan provient du film Le Retour de l'inspecteur Harry : 
« Vas-y, allez ! Fais-moi plaisir ! »j.
Cette phrase, plus connue dans sa version originale, a été classé au 6e rang du Top 100 des répliques du cinéma américain selon l'American Film Institute.  
Si cette réplique apparaissait deux fois dans la bande-annonce américaine à l'époque de la sortie du film, c'est en réalité toute la scène qui est mythique. On y aperçoit Harry Callahan face à face avec des braqueurs dans une cafétéria où il a l'habitude de prendre son café :
- « Qu'est-ce qu'tu fous, espèce de trou du cul ? »k
- « Tous les jours depuis une dizaine d'années, mon amie Loretta me sert un grand café noir sans sucre. Aujourd'hui, elle m'a bien servi un café noir, mais il était horriblement sucré… C'était écœurant ! Alors naturellement, je viens me plaindre… Ceci dit mes jolis, posez votre artillerie. »k
- « Hé, quoi ? »k
- « Parce que nous n'allons pas vous laisser partir comme ça. »k
- « Qui c'est « nous » ? Connard. »k
- « Smith… Wesson… et moi ! »k

S'ensuit alors une fusillade. Ne restant plus qu'un seul braqueur encore en vie, Callahan s'approche de lui alors que celui-ci détient une femme en otage. C'est alors qu'il dit : « Go ahead...Make my day. »
Cette réplique culte suggère différentes interprétations. Son sens peut vouloir dire, entre autres :
- que la menace du cambrioleur n'effraie pas Harry Callahan ;
- que l'action du cambrioleur serait exactement l'excuse dont a besoin Harry Callahan pour riposter ;
- que quel que soit le mal que le cambrioleur pourrait faire à la serveuse, ce ne serait rien en comparaison du mal que Harry Callahan lui ferait ;
- que Harry Callahan est une sorte de sadique qui adore la vengeance/riposte.

#### Répliques en version originale
Réplique 1 Dans Le Retour de l'inspecteur Harry :

- Spencer : « I saw the commotion. You're either a cop or a public enemy number one. »

- Callahan : « Some people might say both. »

- Spencer : « Really ? Who ? »

- Callahan : « Bozos with big brass nameplates on their desks and asses the shape of the seats of their chairs. »

Réplique 2 Dans L'Inspecteur Harry, ce dialogue a lieu entre le maire et Callahan au sujet du quartier de Fillmore, l'année passée :

- Harry Callahan : « When an adult male is chasing female with intent to commit rape, I shoot the bastard. That's my policy. »

- Le maire : « Intent ? How do you establish that ? »

- Harry Callahan : « When a naked man is chasing a woman in an alley with a butcher knife and hard-on... I figure he isn't out collecting for the Red Cross. »

Réplique 3 Dans Le Retour de l'inspecteur Harry, cette phrase est prononcée par le lieutenant Donnelly :

« You are a walking combat zone. People seem to die around you. I don't want civilians taking the fall ! ».

Réplique 4 Dans Le Retour de l'inspecteur Harry :

« Police officer in pursuit of a robbery suspect. ».

Réplique 5 Dans Le Retour de l'inspecteur Harry :

« Listen, punk. To me, you're just dog shit, you understand ? Many things can happen to dog shit. It can be scraped up with a shovel. It can dry up and blow away, or be stepped on and squashed. My advice : Be careful where the dog shits you. ».

Réplique 6 Dans L'Inspecteur Harry :

- De Georgio : « That's one thing about our Harry. doesn't play favorites. Harry hates everybody : limeys, micks, hebes, dagos, niggers, honkies, chinks. You name it. »

- Gonzales : « How does he feel about mexicans ? »

- De Georgio : « Ask him ! »

- Callahan : « Especially spics. »

Réplique 7 Dans L'Inspecteur Harry :

« Now you know why I'm called Dirty Harry...Every dirty job that comes along ».

Réplique 8 Dans Le Retour de l'inspecteur Harry, dialogue final du film entre un policier et Harry Callahan, qui regarde Jennifer Spencer :

- Policier : « Inspector, we found a .38 snub in his belt. »

- Callahan : « Run it through ballistics. I think you'll find his gun was used in all the killings. »

- Policier : « Then it's over ? »

- Callahan : « Yeah, it's over. »

Réplique 9 Dans L'Inspecteur Harry :

« Ah Ah, I know what you're thinking. 'Did he fire six shots or only five?' Well, to tell you the truth, in all this excitement I've kinda lost track myself. But being this is a .44 Magnum, the most powerful handgun in the world, and would blow your head clean off, you've got to ask yourself one question: 'Do I feel lucky?' Well, do ya, punk? »

Réplique 10 Dans Le Retour de l'inspecteur Harry :

« Go ahead, make my day. »

Réplique 11 Dans Le Retour de l'inspecteur Harry :

- Braqueur : « What are you doing, you pig-head sucker ? »

- Callahan : « Every day for the last 10 years, Loretta gives me a large black coffee. Today she gives me a large black coffee, but with sugar in it. A lot of sugar. I just came back to complain. Now, you boys put those guns down. »

- Braqueur : « Say what ? »

- Callahan : « We're not just going to let you walk out of here. »

- Braqueur : « Who is "we", sucker ? »

- Callahan : « Smith and Wesson...and me. »